# Pittefaux
Pittefaux è un comune francese di 126 abitanti situato nel dipartimento del Passo di Calais nella regione dell'Alta Francia.
Il territorio comunale è bagnato dal fiume Wimereux.

## Società

### Evoluzione demografica
Abitanti censiti